# Софроний Доростолски и Червенски
Софроний е български духовник, доростолски и червенски митрополит на Българскта православна църква от 1962 до 1994 година. Автор е на сборник проповеди в 3 тома – един от най-големите омилетически трудове в България.

## Биография
Роден е на 2 ноември 1897 година в троянскоот село Орешак със светското име Стойчо Коев Стойчев. Още малък остава сирак и в 1910 година става послушник в Троянския манастир, който издържа основното му образование в Троян. От есента на 1914 година започва да учи в Софийската духовна семинария. На 30 юни 1918 година в Троянския манастир е замонашен под името Софроний от игумена архимандрит Климент. На 25 януари 1919 година митрополит Максим Пловдивски го ръкополага за йеродякон в пловдивския митрополитски храм „Света Марина“. След завършването на семиранията през 1920 година, от есента на същата година е учител-възпитател в монашеското училище при Троянския манастир. От 1 август 1923 година е назначен за игумен на Лопушанския манастир „Свети Йоан Предтеча“. На 12 август 1923 година митрополит Неофит Видински го ръкополага за йеромонах в „Рождество Богородично“ в Берковица. От 22 август 1923 г. йеромонах Софроний е назначен за игумен на Клисурския манастир „Св. св. Кирил и Методий“. От септември 1929 година е студент в Богословския факултет на Софийския университет „Св. Климент Охридски“, който завършва през 1933 г. На 23 април 1933 година по решение на Светия синод митрополит Неофит Видински го възвежда в архимандритско достойнство и на 1 май 1933 година е назначен за архиерейски наместник в Берковица.
На 30 юни 1940 година в софийската патриаршеска катедрала „Свети Александър Невски“ е ръкоположен в епископски сан с титлата проватски и от следния ден 1 юли 1940 година е назначен за викарий на митрополит Неофит Видински. На 4 март 1962 година е избран, а на 11 март 1962 година е канонически утвърден за доростолски и червенски митрополит в Русе. При управлението му комунистическата атеистическа власт разрушава русенския храм „Всех Святих“.
В 1992 година митрополит Софроний е сред инициаторите на разкола в Българската православна църква. На 18 май 1992 година заедно с митрополитите Пимен Неврокопски, Калиник Врачански, Стефан Великотърновски и Панкратий Старозагорски подписва заявление, с което се поддържа решението на Дирекцията за вероизповеданията за нелегитимност на избора на патриарх Максим Български в 1971 година. Митрополитите заявяват, че смятат изборът на Максим за нелегитимен и започват процедура по избора на нов патриарх. За временен наместник-председател на Светия синод избират Пимен. Така на 18 май фактически се създава така нареченият Алтернативен синод, в който влизат пет от тринадесетте митрополити на църквата. Към разколниците се присъединяват и пет викарни епископи. На 22 юли 1992 година инициаторите на разделението са лишени от сан, но митрополит Софроний не е сред свалените.
На 19 януари 1994 година подава оставка като митрополит и остава да живее на покой в сградата на митрополията в Русе. Умира на 7 юни 1995 година в Русе и е погребан е в притвора на катедралата „Света Троица“.